# 孫巨鯨
孫巨鯨（1494年—？年），字子魚，號雨溪，陕西朝邑縣人，巩昌府徽州民籍。明朝政治人物

## 生平
治《春秋》，行二，由國子生中式己卯科（1519年）陕西鄉試第五名舉人，年三十歲中式嘉靖二年（1523年）癸未科會試第三百五十二名，第三甲第四十九名進士。授山西洪洞县知县，调任南川县，升開州知州，擢户部员外郎，管理太仓，升辽东管粮郎中。

## 家族
曾祖孫繡。祖父孫堅。父孫珂。母趙氏。重庆下。兄巨鲲、弟巨鲤、巨鰲。